# 山口県道174号笠戸島公園線
山口県道174号笠戸島公園線（やまぐちけんどう174ごう かさどじまこうえんせん）は、山口県下松市を通る一般県道である。

## 概要
下松市大字東豊井から下松市大字笠戸島に至る。
下松市の市街地から瀬戸内海国立公園にも指定されている笠戸島へのアクセス道路である。笠戸島の手前から島とは、笠戸大橋によって結ばれている。1970年（昭和45年）にかけられたランガートラス橋で、下松市のシンボル的な存在となっている。

### 路線データ
- 起点：下松市大字東豊井（笠戸島入口交差点、山口県道366号徳山下松線交点）
- 終点：下松市大字笠戸島（山口県道173号笠戸島線交点）

## 路線状況
全線片側1車線の道路。笠戸島交差点より道路に入ると、しばらくは左手に工場地帯、右手に瀬戸内海（笠戸湾・徳山下松港）を望む道を走る。瀬戸内工業地域の一端を担う地域を走る道であるので、しばらくは公園の風情は感じることができない。
笠戸島に渡ると、両側に緑を感じることができる。道なりに走るといつの間にか山口県道173号笠戸島線になっている。山口県道173号笠戸島線とは信号機のない交差点で結ばれている。

### 道路施設

#### 橋梁
- 笠戸大橋（下松市）

## 地理

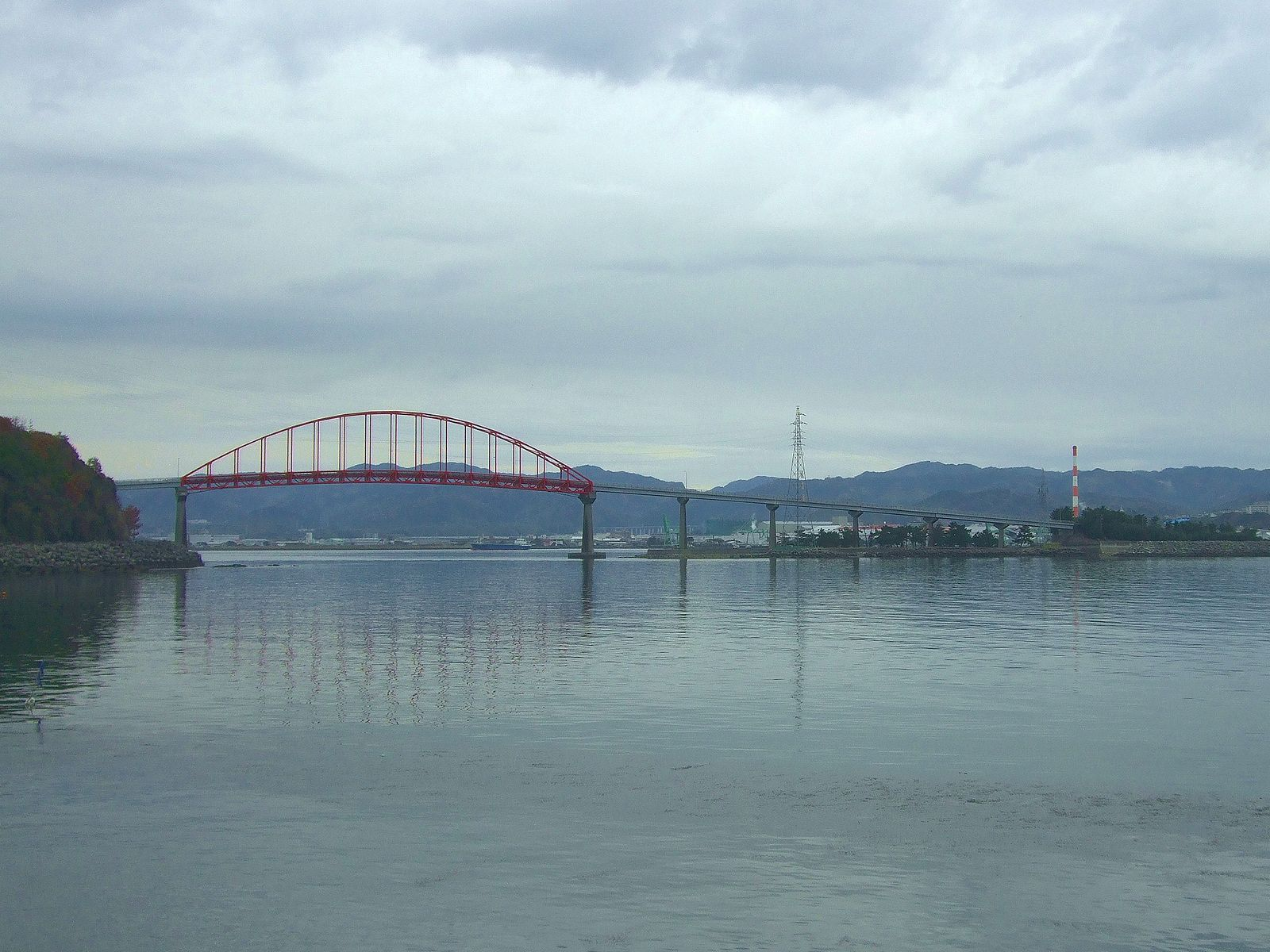
山口県道174号笠戸島公園線の通る笠戸大橋

### 通過する自治体
- 山口県
  - 下松市

### 交差する道路
| 交差する道路            | 交差する場所 | 交差する場所            |
| ----------------------- | ------------ | ----------------------- |
| 山口県道366号徳山下松線 | 大字東豊井   | 笠戸島入口交差点 / 起点 |
| 山口県道173号笠戸島線   | 大字笠戸島   | 終点                    |

### 沿線
- 笠戸島